# Fundulopanchax amieti
Fundulopanchax amieti és una espècie de peix de la família dels aploquèilids i de l'ordre dels ciprinodontiformes.

## Morfologia
Els mascles poden assolir els 7 cm de longitud total.

## Distribució geogràfica i hàbitat
Es troba a Àfrica: Camerun. Viu en les zones pantanoses de les rieres dins la selva. Aquestes aigües tenen un pH que oscil·la entre 5,8 i 7,2 i una temperatura de 22 a 28 °C.
Les principals poblacions són:
- Somakak (Oest de Camerun)
- Cancion Makak
- Sanaga Sub (Sud del riu Sanaga)
- C89/31
- C89/32
- SEMA 90/16
- HJRK 92/18